# Daniel Kjernell
Daniel Kjernell, född 13 april 1691 i Tjärstads församling, Östergötlands län, död 2 augusti 1750 i Gamleby församling, Kalmar län, var en svensk präst.

## Biografi
Daniel Kjernell föddes 1691 på Loppetorpet under Hallstad i Tjärstads socken. Han var son till sadelmakaren Nils Persson och Ingel Törningsdotter. Kjernell blev 1717 student vid Lunds universitet och prästvigdes 11 april 1722. Han blev 1723 komminister i Tryserums pastorat och 1737 kyrkoherde i Gamleby pastorat. Kjernell avled 1750 i Gamleby socken.

### Familj
Kjernell gifte sig 3 juni 1724 med Christina Falk (1709–1766), dotter till kyrkoherden Nicolaus Falk i Tryserums församling. De fick tillsammans barnen gymnasisten Nils Kernell (1726–1746), kyrkoherden Pehr Kernell i Åsbo församling, Anna Catharina Kernell som var gift med kyrkoherden Jonas Wiström i Lillkyrka församling, Helena Christina Kernell (1736–1738), knivfabrikören Daniel Kernell i Gränna och Helena Christina Kernell (1742–1742).